# Grifo d'Oro
Il Grifo, o Grifo d'Oro, è un'onorificenza italiana. Si tratta della massima onorificenza che la città di Genova attribuisce a personalità, enti o istituzioni che abbiano dato lustro al nome della città a livello nazionale e internazionale, per meriti sociali, culturali, artistici, politici o imprenditoriali.

## Storia

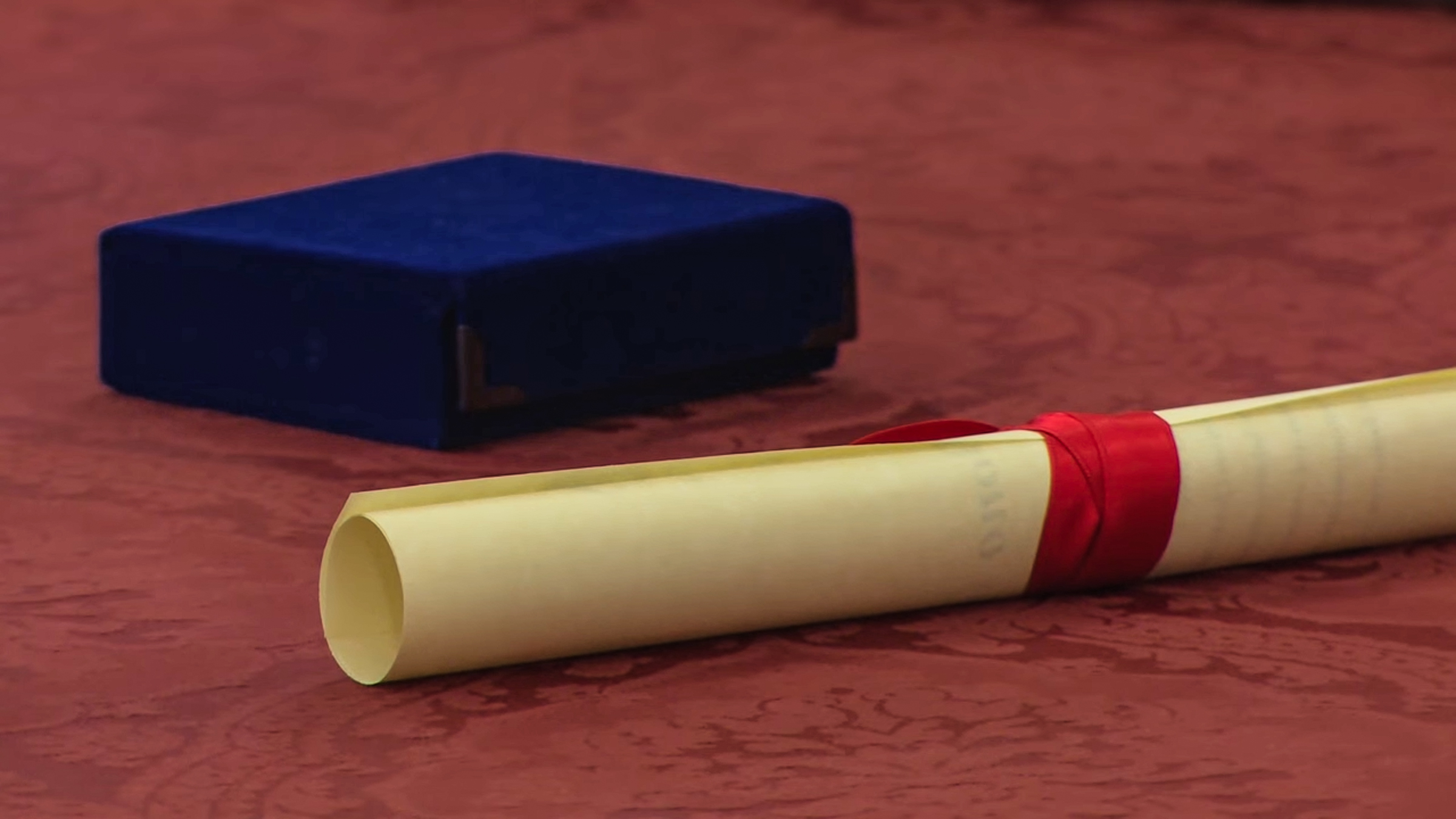
Il cofanetto vellutato contenente la medaglia e il diploma di conferimento dell'onorificenza

Il grifo è una figura mitologica che ha un antico legame con la città di Genova. Quando nel 1139 la città iniziò a battere moneta, fu scelto questo animale come simbolo di ricchezza, forza e potenza. Il grifo appare anche nei sigilli e nei primi stendardi della città già dal 1193, nei quali è rappresentato l'animale che stringe negli artigli un'aquila e una volpe.
Uno dei primi Grifi d'Oro fu attribuito nel 1955 al poeta Costanzo Carbone.
Nella formulazione originaria, il premio si articolava in tre categorie: quello d'oro, quello d'argento e quello di bronzo. Dal 2014 le onorificenze sono state unificate in una unica costituita dalla medaglia d'oro, chiamata da quel momento in poi semplicemente Grifo o Grifo d'Oro.

## Descrizione
L'onorificenza è rappresentata da una medaglia d'oro con l'effige di un grifo – animale mitologico con corpo di leonessa, ali e zampe di aquila – nell'atto di artigliare una volpe e un gallo.
La medaglia fu assunta come uno degli emblemi cittadini dalla Repubblica di Genova durante le lotte contro l'imperatore Federico di Svevia, i pisani (rappresentati nella medaglia dalla figura della volpe) e gli angioini (rappresentati dalla figura del gallo); l'iscrizione in circolo reca il motto latino:
La medaglia è la copia di un antico sigillo della Repubblica, un esemplare del quale, impresso su cera verde, si trova apposto su un atto risalente al 1337, conservato negli archivi nazionali francesi, a Parigi.

## Insigniti
Alcuni personaggi di spicco e associazioni a cui è stato assegnato il riconoscimento sono: Federico Mompellio che lo ricevette nel 1988, Franco Zeffirelli, Tonino Conte, don Antonio Balletto, Ennio Poleggi, Franco Henriquet presidente della Associazione Gigi Ghirotti Onlus Genova, Umberto Albini, Comunità Ebraica di Genova, Massimo Teglio, Giuseppe Gaccetta, Mimmo Rotella, Edward Neill, Renato De Barbieri, il 4º reggimento Genova Cavalleria, Giorgio Napolitano, Arrigo Diodati, Renzo Piano, Paolo Villaggio, Ivano Fossati, Fabio Luisi e Riccardo Giacconi.